# Rajon Sochumi

Lage des Rajon Sochumi innerhalb Abchasiens

Lage der Munizipalität Sochumi innerhalb Georgiens

Der Rajon Sochumi (abchasisch Аҟәа араион Aqwa araion; russisch Сухумский район Suchumski rajon, georgisch სოხუმის რაიონი Sochumis raioni, armenisch Սուխումի շրջան Suchumi schrdschan) ist ein Rajon (Landkreis) in der international nur von wenigen Staaten anerkannten, de facto von Georgien unabhängigen Republik Abchasien.
Die Verwaltung des Rajons befindet sich in der Stadt Sochumi, die aber selbst nicht zum Rajon gehört und eine separate Verwaltungseinheit bildet. Die 60 Dörfer des Rajons waren in der sowjetischen Periode zu 11 Dorfsowjets zusammengefasst: Achalscheni, Achalsopeli, Besleti (Zentrum Abschaqwa), Eschera, Gumista (Zentrum Atschadara), Kelassuri, Odischi, Pschu, Schroma, Semo Eschera und Tawissupleba.
Im Rajon Sochumi leben 11.747 Menschen, davon 61,4 % Armenier, 24,8 % Abchasen, 7,3 % Russen, 2,1 % Georgier und 1,6 % Griechen (Zählung 2003). Bei einer Fläche von 1523 km² beträgt die Bevölkerungsdichte somit 7,7 Einwohner/km². Bei der sowjetischen Volkszählung von 1989, vor dem Ausbruch des Abchasienkonfliktes, hatte der Rajon noch 39.765 Einwohner (26,1 pro km²), davon 44,4 % Georgier, 29,4 % Armenier und 5,1 % Abchasen.

## Munizipalität
Nach georgischem, in Abchasien nicht wirksamen Recht bildet das Gebiet des Rajons zuzüglich der Stadt Sochumi seit 2006 die Munizipalität Sochumi (georgisch სოხუმის მუნიციპალიტეტი Sochumis munizipaliteti) der Autonomen Republik Abchasien.